# Кнежевина Трансилванија (1711—1867)
Кнежевина Трансилванија (1711–1867), од 1765. Велика кнежевина Трансилванија (мађ. Erdélyi Nagyfejedelemség, рум. Marele Principat al Transilvaniei), била је област мађарске круне, а од 1804. аустријска крунска земља којом су владали Хабзбуршки и Хабзбуршко-Лотариншки монарси Хабзбуршке монархије (касније Аустријско царство).  Након што су Османлије протеране са већине територија средњовековне Мађарске Краљевине, и након неуспеха Ракоцијевог рата за независност (1703—1711), Хабзбуршка династија је полагала право на некадашње територије Кнежевине Трансилваније под својством своје титуле „краљ мађарске“. Током Мађарске револуције 1848. године, мађарска влада је прогласила унију са Трансилванијом у априлским законима из 1848. (након потврде Трансилванске скупштине 30. маја и краљевог одобрења 10. јуна да Трансилванија постане опет саставни део Мађарске). После неуспеха револуције, мартовски устав Аустрије одредио је да Кнежевина Трансилванија буде посебна крунска земља потпуно независна од Мађарскеарске.  Године 1867, као резултат Аустроугарске нагодбе, кнежевина је поново уједињена са ужом Мађарском.

## Историја
У Великом турском рату, хабзбуршки цар Леополд I окупирао је вазалну Османску кнежевину Трансилванију (1570–1711) и приморао принца Михаља I Апафија да призна своју власт у својству краља Мађарске. Након Апафијеве смрти 1690. године, цар Леополд је декретом издао диплому Леополдинум, која је повезивала територију Трансилваније са Хабзбуршком монархијом. Године 1697. Михаљов син и наследник, принц Михаљ II Апафи коначно се одрекао Трансилваније у корист Леополда, прелазак у хабзбуршке земље потврђен је Карловичким уговором из 1699. између Свете лиге и Османског царства.
Након што је Ракоцијев рат за независност пропао, 1711. је закључен Сатмарски мир: контрола Хабзбурга над Трансилванијом је консолидована, а принчеви Трансилваније су замењени хабзбуршким царским гувернерима (Gubernatoren). Године 1765. Марија Терезија и њен син, цар Јосиф II, прогласили су Велику кнежевину Трансилванију, учврстивши посебан посебан статус Трансилваније у оквиру Хабзбуршке монархије, установљен Леополдинум дипломом 1691.
Отприлике од 1734. године па надаље, јужна Трансилванија је постала подручје насељавања прогнаних „трансилванијских Ландлера” који су говорили немачки, крипто-протестанта из хабзбуршких наследних земаља Горње Аустрије, Штајерске и Корушке, који су били прогнани на најисточнију испоставу Хабзбуршке монархије. Подручје око Сибиљ (Херманштата) колонизовано је од стране „трансилванијских Саксонаца” од средњег века, овде су Ландлери морали да се населе у крајевима опустошеним током Великог турског рата.
Већина трансилванског становништва чинили су Румуни, многи од њих су сељаци који су радили за мађарске магнате под несигурним условима кметства. Међутим, „побуна Хорее, Клоске и Кризана 1784.” и сви захтеви за политичком једнакошћу нису били од користи.
Током револуција 1848. године, мађарски устаници су позивали на поновно уједињење Трансилваније са Мађарском, чему су се противили румунски (Влашки) револуционари предвођени Аврамом Јанкуом, али и на укидање кметства. „Априлски закони из 1848”. прогласили су поновно уједињење, али након што је мађарска побуна угушена, Трансилванија је остала под војном управом неколико година, а мартовски устав Аустрије дефинисао је Кнежевину Трансилванију као посебну крунску земљу која је потпуно независна од Мађарска.
Године 1853. Трансилванијска војна граница, која је постојала од 1762. године, је укинута и поново укључена у Трансилванију.
Трансилванијска скупштина 1863-1864, сазвана у Сибињу (први састанак управног тела Трансилваније након Револуције 1848.) прогласила је да се румунска нација, језик и вероисповести (гркокатолички и православни) уздигну у исти ранг. другим народима, чиме се Румунима даје потпуна једнакост права са осталим становницима Трансилваније. Такође, том приликом су Румуни по први пут заузели релативну већину места у Трансилванијској скупштини, по привременим, либералним прописима (Румуни: 48 посланика на 1.300.913 становника или један посланик на 28.280 људи; Мађари: 44 посланика за 568.172 становника или један посланик на 12.913 људи; Саксонци: 33 посланика на 204.031 становника или један посланик на 6.370 људи).
У септембру 1865. године, цар је, сада тражећи помирење са Мађарима усред тешке аустријске војне и економске кризе, распустио Сибињску дијету и сазвао нову дијету у Клужу, изабрану према другачијем изборном пропису, који је у великој мери фаворизовао Мађарску страну. Дана 19. новембра 1865, овај нови Трансилвански сабор је изгласао придруживање Мађарској. Са накнадним Аустроугарском нагодбом (Ausgleich), вишевековни аутономни статус мађарског племства, Секељи и „Трансилванијских Саса” је окончан и Велика кнежевина Трансилванија је укључена у ужу Мађарску у оквиру Двојне монархије, кодификоване 6. децембра 1868. године.
Након нагодбе, 3. маја 1868. године, током народне скупштине којој је присуствовало око 60.000 сељака из целе Трансилваније, представници ердељских Румуна издали су Блајеву декларацију, политичку декларацију против мађарског система власти која је укинула дугогодишњу Трансилванијску аутономију. Позивала је на аутономију Трансилваније, поновно отварање њене скупштине на основу пропорционалне заступљености и признавање закона које је одобрила скупштина у Сибињу. У њему је прецизирано да Румуни нису признали парламент Мађарске нити његово право да доноси законе за Трансилванију. Истовремено, документ је изразио принципе пасивистичке доктрине одбијања признавања мађарских институција и бојкота политичког живота земље.

## Границе
Пре укидања кнежевине 1867. године, Кнежевина Трансилванија се граничила са Хабзбуршком Краљевином Мађарском на северозападу и западу, Хабзбуршком Војводством Буковином на североистоку, Хабзбуршком војном границом на југозападу и Уједињеним Кнежевинама Молдавијом и Влашком на југу и истоку.

## Демографија
| Година    | Укупно           | Румуни | Мађари и Секељи | Немци  | Напомене                                     |
| --------- | ---------------- | ------ | --------------- | ------ | -------------------------------------------- |
| 1700      | ~500,000         | ~50%   | ~30%            | ~20%   | Процена Бенедека Јанче                       |
| 1700      | ~800,000–865,000 |        |                 |        | Недавне процене                              |
| 1712-1713 |                  | 34%    | 47%             | 19%    | Званична процена                             |
| 1720      | 806,221          | 49.6%  | 37.2%           | 12.2%  | Процена Кароља Кочиша и Естер Кочишне Ходоши |
| 1721      | -                | 48,28% | 36.09%          | 15.62% | Процена Игнаца Ачадија                       |
| 1730      | ~725,000         | 57.9%  | 26.2%           | 15.1%  | Аустријска статистика                        |
| 1765      | ~1,000,000       | 55.9%  | 26%             | 12%    | Процена Балинта Хомана и Ђуле Секфија        |
| 1773      | 1,066,017        | 63.5%  | 24.2%           | 12.3%  |                                              |
| 1784      | 1,440,986        | -      | -               | -      | Званични попис становништва                  |
| 1790      | 1,465,000        | 50.8%  | 30.4%           | -      |                                              |
| 1835      | -                | 62.3%  | 23.3%           | 14.3%  |                                              |
| 1850      | 2,073,372        | 59.1%  | 25.9%           | 9.3%   |                                              |